# Világmissziói Konferencia
Az  1910 júniusában a skóciai Edinburgh-ben megrendezett Világmissziói Konferencia a modernkori ökumenikus mozgalom első állomása volt. A konferencián 1200 hivatalos egyházi delegátus vett részt, az ülések jegyzőkönyvei 9 kötetben kerültek kiadásra. A gyűlés nem döntéshozó összejövetel volt, hanem a közös missziói lelkület kialakítására és a missziói társaságok munkájának összehangolására törekedett. A világgyűlés megválasztott elnöke az amerikai metodista John Mott lett, a titkári teendőket a skót J. H. Oldham látta el. Mindkettejük fontos szerepet játszott a későbbiekben is a keresztény egységtörekvésekben.

## A helyszín
Skóciában intellektuálisan és kulturálisan is nagy a hagyománya nemzetköziségnek, aminek kezdetei a kelta missziókig vezethetők vissza. Ezt a nemzetközi látásmódot a 20. század elején a skót teológusok és egyházi vezetők is támogatták. Ehhez társult a skót protestantizmus erős missziói gondolkodása. A misszió iránti elkötelezettség vezette a skót egyházakat, hogy a missziói társaságok helyett, inkább ők maguk támogassák a Világmissziói Konferenciát.

## Edinburgh és Magyarország
A nemzetközi ökumenizmus kezdőpontján a magyarországi egyházakat egyetlen hivatalos küldött képviselte. Melle Ottó budapesti metodista lelkész, az Ausztria-Magyarországi Kerület szuperintendense abban a megtiszteltetésben részesült, hogy az edinburgh-i konferencián a kontinentális európai metodista missziót képviselhette. Megbízatását az egyház Külmissziós Bizottságától (Board of Foreign Mission) kapta. A Püspöki Methodista Egyház lelkészén kívül Magyarországról egy sajtótudósító volt jelen, Kováts J. István személyében. Melle úti beszámolóit az egyház 1910-ben indult lapjában, a Békeharangban öt számon keresztül olvashatták magyar nyelven az érdeklődők. Melle Ottó végső összegzése a konferenciáról a következő:
Az bizonyos, hogy a missziói történelemnek új, dicsőséges korszakába lépünk. Rajta, munkálkodjék ki-ki a maga körében úgy, hogy a világ népei mindnyájan nem sok idő múlva megismerjék az Urat.

## Edinburgh 2010
2000-ben a ghanai John Pobee ellátogatott Skóciába és arra ösztönözte a keresztény vezetőket, hogy tartsák meg az 1910-es Edinburgh-i Világmissziói Konferencia százéves évfordulóját. Az elkövetkező években egyre többen ismerték fel, hogy 2010 nagy lehetőségeket rejt.  2005-ben egy nemzetközi találkozót tartottak Edinburgh-ben, amelyen a 21. századi misszióval kapcsolatos központi kérdések merültek fel: a misszió megalapozása, a misszió más vallások összefüggésében, a misszió és annak kapcsolata a posztmodern világgal és a hatalommal, a missziói elköteleződés formái, a teológiai oktatás, a kortárs keresztény közösségek, misszió és egység és a misszió spiritualitása. Ez a találkozó közvetlen előzménye volt a 2010-es új konferenciának, amelyre 2010. június 2 és 6 között kerül sor.